# Gymnadenia rubra
Gymnadenia rubra là một loài thực vật có hoa trong họ Lan. Loài này được Wettst. mô tả khoa học đầu tiên năm 1889.

## Hình ảnh

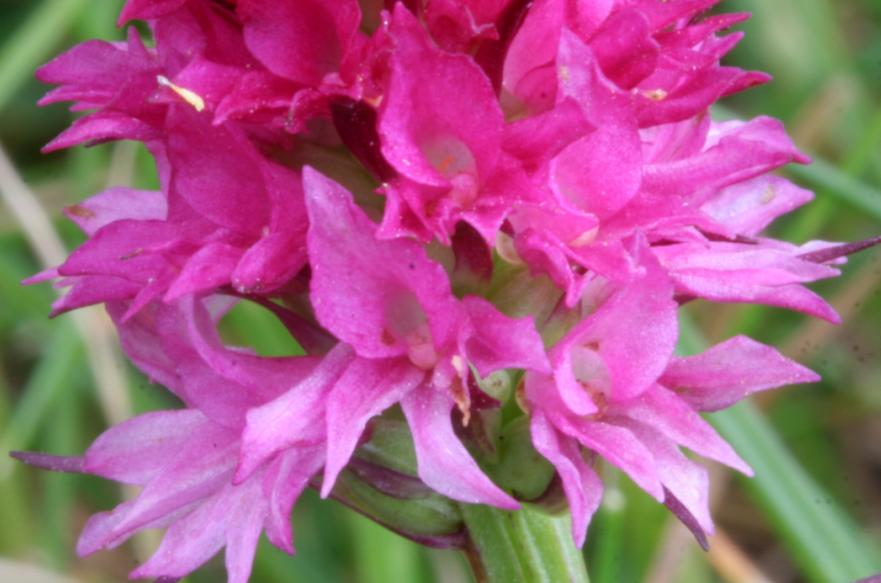